# 3058 Delmary
3058 Delmary este un asteroid din centura principală, descoperit pe 1 martie 1981 de Schelte Bus.